# Lambert Leisewitz
Lambert Leisewitz (n. 15 august 1846, Bremen, Germania – d. 29 iunie 1909, Bremen, Germania) a fost un om de afaceri german și membru al Parlamentului regional al orașului liber Bremen⁠(d) (1893–1899).

## Biografie
S-a născut la 15 august 1846 în orașul hanseatic⁠(d) Bremen (astăzi parte componentă a Germaniei), ca fiu al negustorului Franz Leisewitz (1812–1847) și al soției acestuia, Sofie Leisewitz, născută Altmann (1817–1891). Părinții săi aveau șapte copii (Franz, Robert, Amélie, Gilbert, Kathinka, Lambert și Franzisca), iar Lambert era al șaselea dintre ei și ultimul născut în timpul vieții tatălui său, deoarece sora sa, Franzisca, s-a născut după moartea tatălui. Bunicul patern al lui Lambert, Franz Rupert Leisewitz (1786–1860), era, de asemenea, negustor. Lambert a urmat un stagiu de ucenicie în domeniul comerțului și a lucrat apoi în comerțul cu tutun din Bremen. În anul 1870 a devenit partener în compania de comercializare a tutunului Bornemann & Hellmers, care a fost redenumită apoi Bornemann, Leisewitz & Co.
S-a căsătorit în 7 mai 1872 la Bremen cu Helene Rutenberg (1852–1934), fiica omului de afaceri Lüder Rutenberg, și au avut împreună trei copii, născuți la Bremen: 1) Mathilde (22 iunie 1873 – 21 octombrie 1896), care s-a căsătorit la 28 iunie 1894 cu negustorul Gustav Bühnemann (1866–?); 2) Sophie⁠(d) (22 mai 1874 – 29 decembrie 1969), poreclită „Sonny”, care s-a căsătorit la 4 februarie 1897 cu locotenentul Arnold von Engelbrechten (1870–1953); și 3) Carl (11 noiembrie 1876 – ?), care s-a căsătorit la 16 iulie 1904 la Geestemünde⁠(d) (azi parte a orașului Bremerhaven) cu Hendry Brüel (1885–?) și a ajuns apoi proprietar de terenuri la Balenbrook in Hannover.
În anul 1882 Lambert Leisewitz a preluat conducerea companiei producătoare de bere „Kaiserbrauerei Beck & Co.”, fondate în 1873 de Lüder Rutenberg împreună cu Heinrich Beck și Thomas May, în locul cumnatului său, Johann Marwede, care murise în același an și al cărui predecesor și partener Heinrich Beck murise în 1881. În timp ce Beck se ocupase în principal cu activitatea de producție și dezvoltase în anul 1876 o bere în stil pilsner (o bere de fermentație inferioară), care putea fi păstrată proaspătă o perioadă de timp mai îndelungată (luni de zile), fiind astfel ideală pentru transportul maritim peste ocean, Marwede, care era proprietarul unei agenții comerciale și preluase acțiunile lui May, se concentrase asupra activității comerciale și extinsese afacerile companiei în străinătate, deschizând exportul către Asia de Est și insulele Sunda.
Leisewitz a implementat o politică de modernizare tehnică a fabricii și în 1884 a înregistrat eticheta ovală cu o cheie orientată spre dreapta, cu o formă diferită de cea de pe stema orașului, din cauza neințelegerilor cu Primăria orașului Bremen, care nu a vrut să fie asociată cu producția de alcool. În perioada următoare a fost reluată distribuția berii în interiorul Germaniei, care fusese îngreunată de faptul că Bremenul se afla în afara Uniunii Vamale Germane și fusese oprită complet în cele din urmă după încercările inițiale, cu un succes destul de bun, până când aderarea orașului hanseatic la uniunea vamală în 1888 a putut permite o creștere semnificativă de la un an la altul. Exporturile berii au început să se desfășoare în mod sistematic în anul 1886, atunci când a fost deschisă o linie regulată și rapidă de transport cu vapoarele cu aburi (Reichspostdampferlinie⁠(d)) către Orientul Îndepărtat. Răcirea berii nu s-a mai realizat începând din 1888 cu gheață naturală, ci cu gheață fabricată la mașină. După moartea lui Rutenberg în 1890, Leisewitz și Georg Wertgen au devenit parteneri responsabili ai companiei.

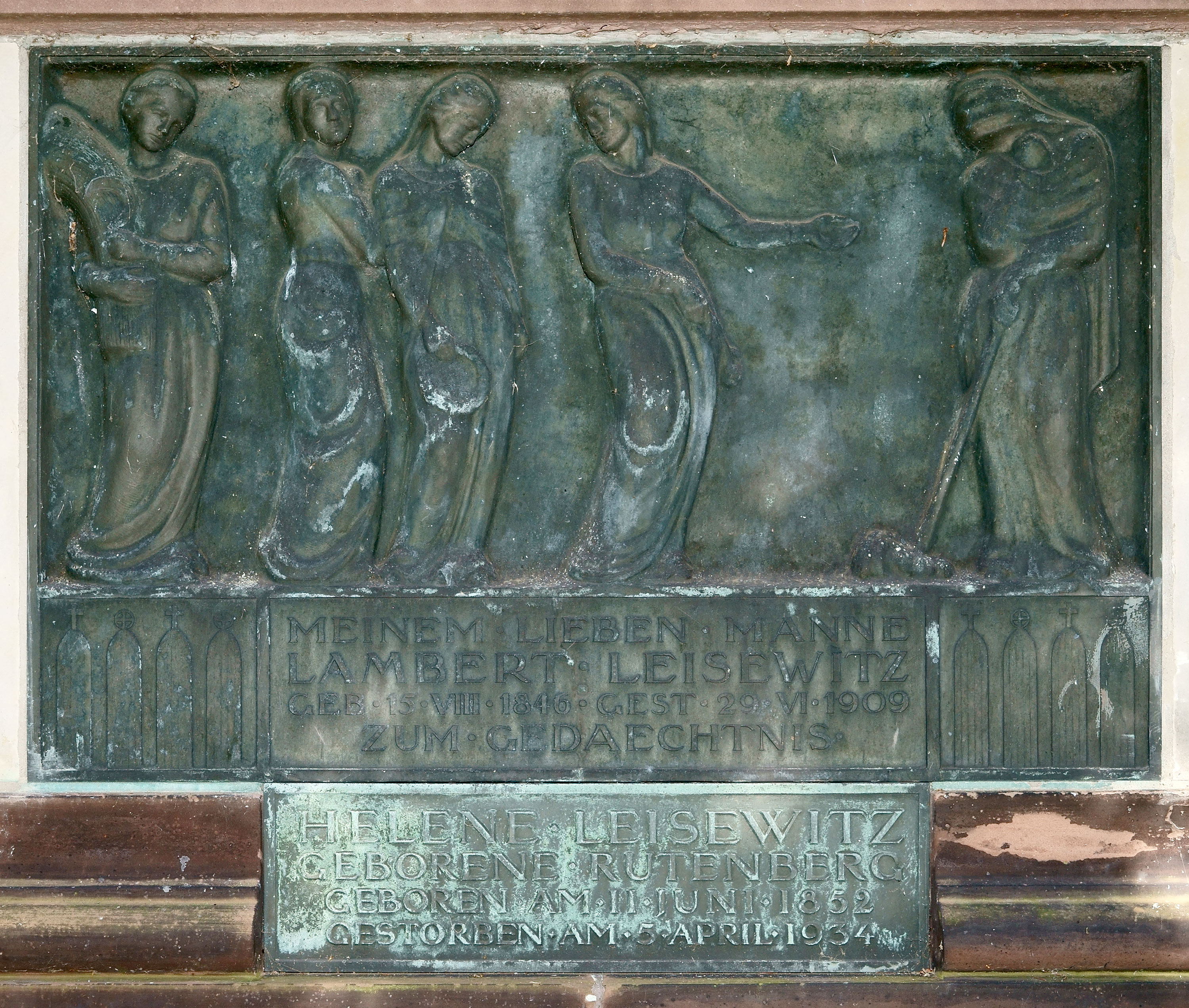
Altorelief de pe mormântul lui Lambert Leisewitz

Abilitățile comerciale ale lui Leisewitz fuseseră remarcate de contemporanii săi care au evidențiat că el avea „un ochi ascuțit, practic, care a stăpânit rapid noile condiții, un excelent talent organizatoric și o hotărâre fermă”. La sfârșitul anului 1886 a fost ales membru al Camerei de Comerț din Bremen⁠(d), iar în 1897 a îndeplinit funcția de președinte al Camerei de Comerț⁠(d). Împreună cu Christoph Hellwig Papendieck⁠(d), Leisewitz a fost unul dintre organizatorii și sponsorii principali ai Expoziției Comerciale și Industriale din Nord-Vestul Germaniei⁠(d), care a avut loc în anul 1890 la Bremen. În calitate de membru al Camerei de Comerț, el s-a manifestat ca un susținător important al economiei locale a orașului Bremen până la retragerea sa de la sfârșitul anului 1901.
Leisewitz a fost, de asemenea, membru al Parlamentului regional al orașului liber Bremen⁠(d) (Bremische Bürgerschaft) din 1893 până în 1899, dar nu a reușit să-și creeze un nume în plan politic. S-a implicat activ în asigurarea bunăstării populației orașului Bremen prin participarea la numeroase acțiuni caritabile și prin promovarea gimnasticii ca o sursă de prospețime fizică și psihică. A practicat gimnastica încă din tinerețe și a îndeplinit funcția de președinte al Clubului General de Gimnastică din Bremen (Allgemeinen Bremer Turnvereins, ABTV) – care a stat la baza asociației ATSV von 1860 – din 1891 până în 1909, cu puțin timp înainte de moartea sa. În anul 1900 a cumpărat moșia Fickmühlen⁠(d) (numită mai târziu Gut Valenbrook⁠(d)) din Bad Bederkesa. În anul 1907 Leisewitz l-a luat ca partener al companiei Kaiserbrauerei Beck & Co. pe nepotul său, Hermann Marwede⁠(d) (1878–1959), fiul lui Johann Marwede, care a preluat conducerea companiei după moartea unchiului său.
Lambert Leisewitz a murit la 29 iunie 1909 în orașul Bremen și a fost înmormântat în mausoleul în stil neogotic al familiei Rutenberg din Cimitirul Riensberg⁠(d) din Bremen. Podul Lambert Leisewitz (Lambert-Leisewitz-Brücke), construit în perioada 1912–1913 în parcul Bürgerpark⁠(d) din Bremen după proiectul arhitecților August Abbehusen⁠(d) și Otto Blendermann⁠(d) și inclus în prezent pe lista monumentelor protejate din Bremen, îi poartă numele.

## Galerie

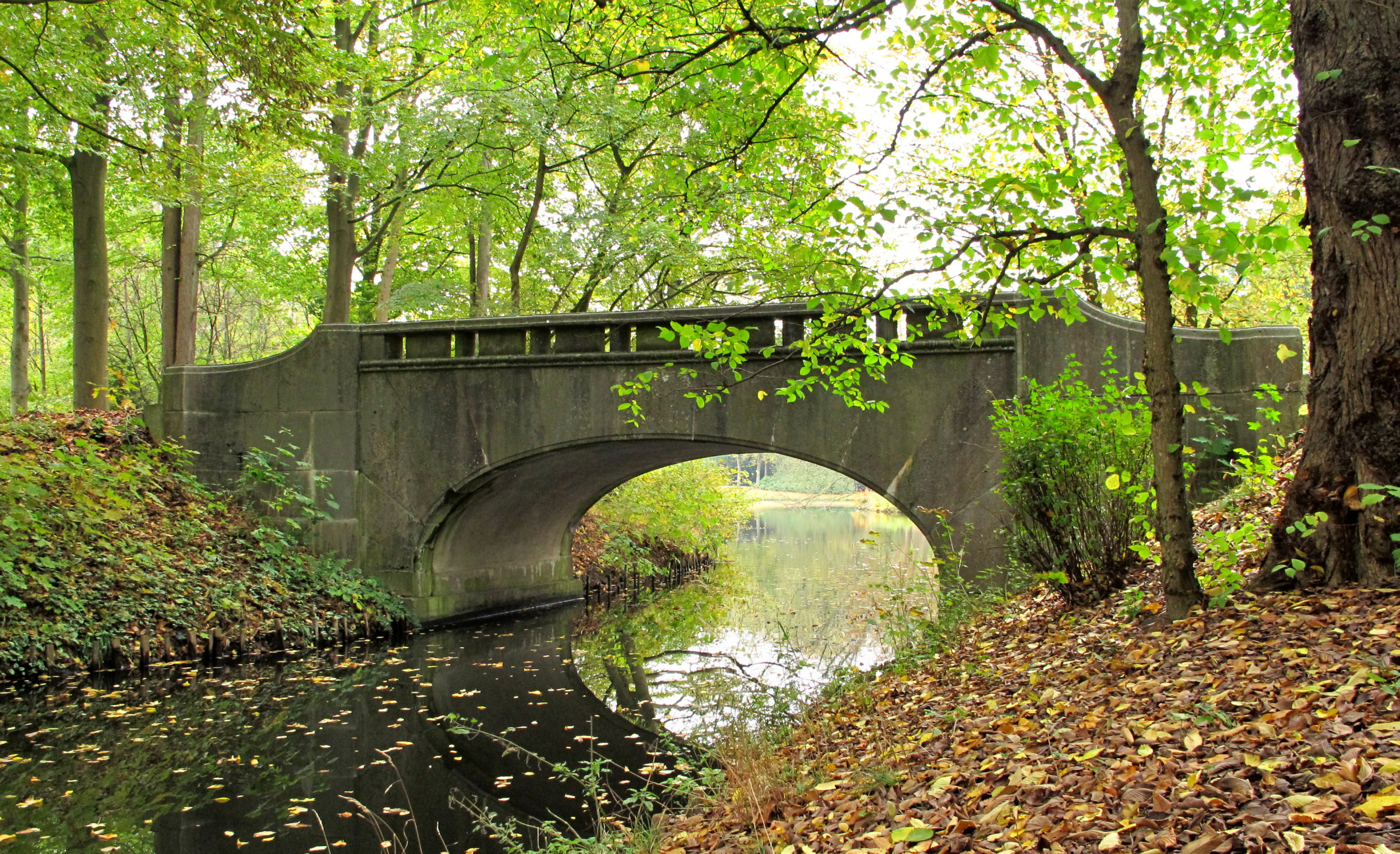
Podul Lambert Leisewitz din Bremen
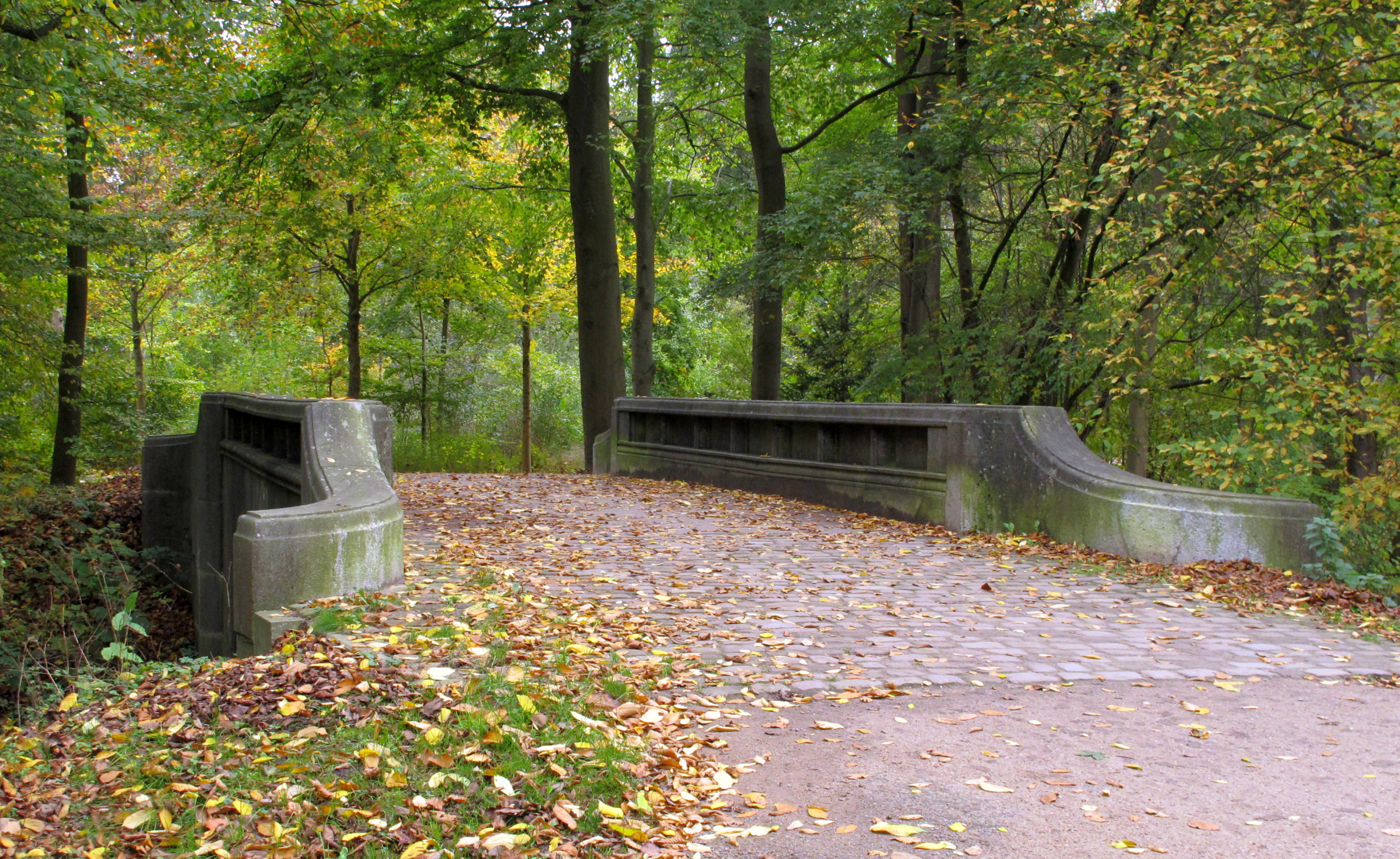
Podul Lambert Leisewitz din Bremen